# Andreas Johannis (muralmålare)

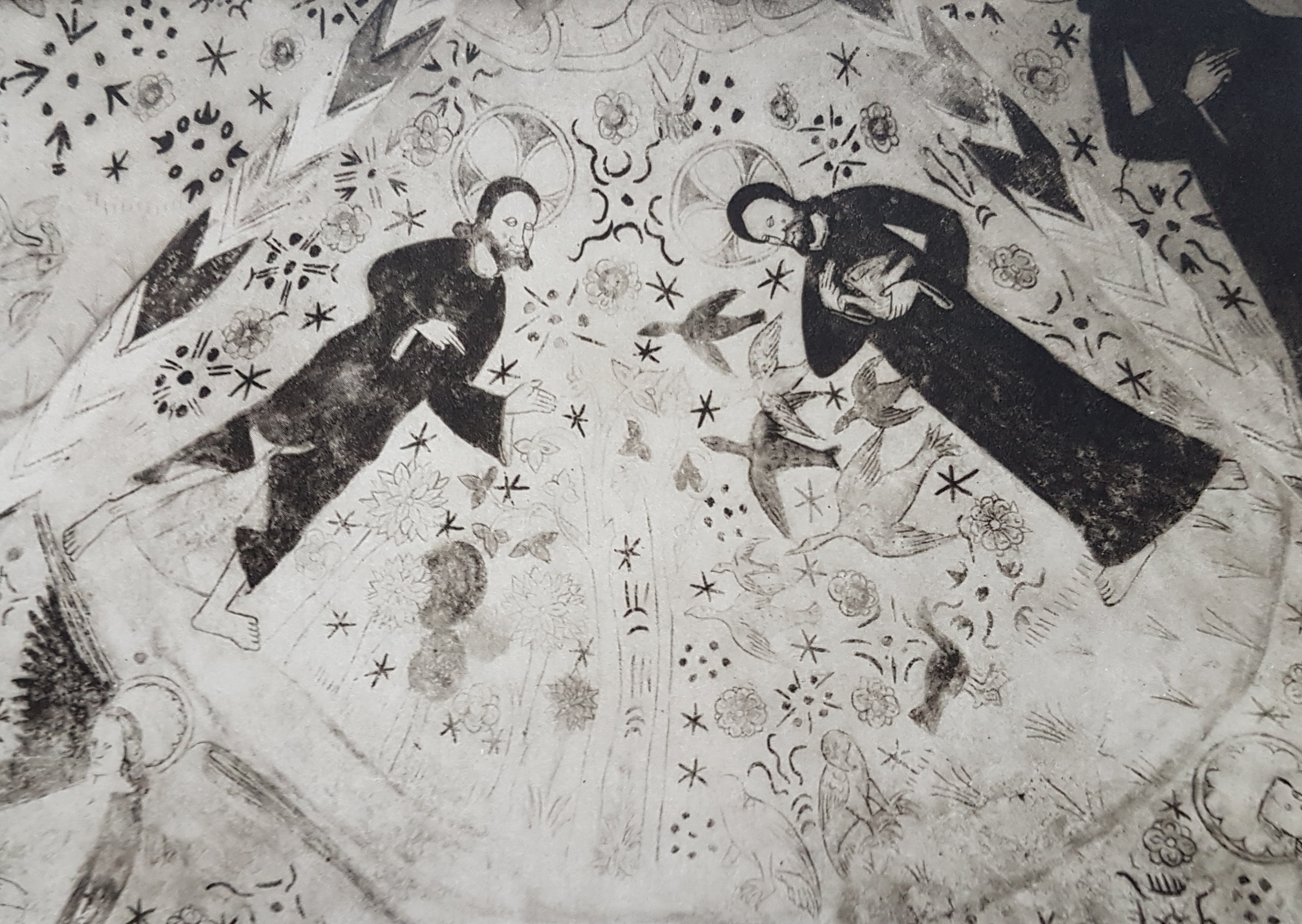
Valvmålning i Linderöds kyrka.

Andreas Johannis, även Anders Johansson, var en muralmålare som utfört målningar i Linderöds kyrka 1498. Han har lämnat sitt namn i den datering och signering på målningen som lyder: Anno Domini millesimo quadringentesimo nonagesimo octavo completum est pictura ... per manus Andree Johannis. 
Målningen omfattar i koret de tre helgonkungarna Olov, Knut och Erik var och en tillsammans med en martyr samt protomartyren Stefan och den helige Laurentius. I östra långhusvalvet visas i två våningar ett större fält med en skildring av skapelsen och i de nedre fälten visas Adam och Evas historia. I det västra långhusets nedre fält visas en framställning om Kain och Abel. I det västra valvets stora bildfält beskrivs fyra episoder ur Jesu offentliga liv samt fyra skildringar av olika heliga personers martyrier.
Andreas Johannis är trots sin bundenhet till det medeltida kalkmåleriets traditionella förlagor en självständig konstnär. Han har lånat vissa drag från Vittskövlemästaren i figurskildringen och disposition men har övergett figurernas bundenhet i begränsade fält utan låter händelserna ske i samma rum. Den ornamentala dekoren är i stort sett gjord på fri hand och på vissa ställen är ornamentdetaljerna ovanligt svulstiga. Andreas Johannis har beröringspunkter med motsvarande konstinriktningar i Danmark och Uppsverige som gör honom till en konstnär i en brytningstid som förbinder gammalt och nytt samt att han förnyar den inhemska konststilen på ett personligt sätt.

## Kyrkor smyckade av Andreas Johannis
Johannis anses ha smyckat tre kyrkor i Skåne:
- Färlövs kyrka
- Linderöds kyrka
- Östra Strö kyrka